# Jakub Bohosiewicz
Jakub Bohosiewicz (ur. 10 sierpnia 1978 w Krakowie) – polski aktor filmowy i teatralny.

## Życiorys
W 2002 roku ukończył Państwową Wyższą Szkołę Teatralną im. Ludwika Solskiego w Krakowie. Aktor Teatru Bagatela w Krakowie.

## Filmografia
- 2001: Marszałek Piłsudski (odc. 2)
- 2004: Pensjonat pod Różą – Kuba Bieniek
- 2004: Ono
- 2004: KAROL. A MAN WHO BECAME POPE – Ludwik
- 2004-2005: PIERWSZA MIŁOŚĆ – Marcin i komisarz Olgierd     Hańcza
- 2007: Fala zbrodni (odc. 82, 83)
- 2008: Rysa – lekarz
- 2008: DŁUGI TYDZIEŃ - Marcin
- 2009: 39 i pół – policjant (odc. 19)
- 2009–2010: Majka – Piotr Olkowicz, wujek Majki
- 2011: Usta usta – Szymon (odc. 31)
- 2012: Galeria – Bernard (odc. 85)
- 2012: Na dobre i na złe – Robert Rogucki (odc. 496)
- 2012: Felix, Net i Nika oraz Teoretycznie Możliwa Katastrofa – tata Felixa
- 2013: Prawo Agaty – adwokat Kobusa (odc. 35)
- 2013: Czas honoru – major Starck (odc. 67)
- 2015: STYPA – Jan
- 2016: JAN MATEJKO "HOŁD PRUSKI" - Albrecht Hohenzolern
- 2017: Druga szansa – lekarz (odc. 27)
- 2017: Lekarze na start – Zawisza (odc. 31)
- 2018–2019: Diagnoza – Piotr Grodecki, oficer CBŚP
- 2019: Piłsudski – oficer przy Cytadeli
- 2019: Szóstka – właściciel mieszkania w Anglii (odc. 1)
- 2019–2021: Zakochani     po uszy –     Dariusz Zaremba
- 2019–2021: Barwy szczęścia – Kornel Jezierski
- 2020: Chyłka. Rewizja – okulista, biegły sądowy (odc. 5)
- 2022: Bunt! – psychiatra
- 2023: OJCIEC MATEUSZ –     Andrzej Kos
- 2023: LOKATORKA III - prokurator     Piotr Łosiński
- 2022–2025: Barwy szczęścia – Kornel Jezierski
- 2023-2024: THE OFFICE PL     – Grzegorz

## Teatr
- 2024 - Gwałtu, co się dzieje! (Tobiasz), reż. Tomasz Cymerman,
- 2023 - Kredyt (Grzegorz), reż. Marcel Wiercichowski,
- 2023 - Policja. Noc zatracenia (Więzień), reż. Andrzej Saramonowicz,
- 2021 - Mayday odNowa (Barry Smith), reż. Artur Barciś,
- 2021 - Rewizor (Łapski-Capski), reż. Mikkołaj Grabowski,
- 2019 – Śmierć pięknych saren (Franciszek Koralik; Karol Proszek; Biegacz Drugi), reż. J. Szurmiej,
- 2018 – Ryzykowna forsa (Pan Forbright), reż. P. Pitera,
- 2018 – Kotka na gorącym blaszanym dachu (Doktor Baugh), reż. D. Starczewski,
- 2017 – Czego nie widać (Lloyd Dallas), reż. M. Wojtyszko,
- 2017 – Cesarz Kaligula (Makron; Aktor 2), reż. I. Villqist,
- 2016 – O krasnoludkach, gąskach i sierotce Marysi (Problemek), reż. I. Jera,
- 2015 – Poskromienie złośnicy (Hortensjo), reż. M. Kotański, 2015 – LOT NAD KUKUŁCZYM GNIAZDEM (Scanlon), reż. I. Villqist,
- 2014 – Mefisto (Miklas; Faust); reż. M. Kotański,
- 2014 – Pod wulkanem (Hugh), reż. W. Śmigasiewicz,
- 2013 – Carmen. Bella donna (Hans Jürgen von Strachwitz), reż. P. Pitera,
- 2012 – Wieczór kawalerski (Tomek), reż. P. Pitera (od 2013/14),
- 2009 – Seks nocy letniej (Maxwell), reż. A.Majczak, Teatr Bagatela,
- 2008 – Edukator (Kurtz), reż. P.Waligórki, Teatr Łaźnia Nowa,
- 2008 – Proces (naczelnik), reż. W.Śmigasiewicz, Teatr Bagatela,
- 2007 – Wielki dzień (Ray), reż. A.Majczak, Teatr Bagatela,
- 2006 – Rozmowy nocą (Marek), reż. K.Szymczak-Majchrzak, Teatr Bagatela,
- 2005 – Testosteron (Janis), reż. P.Urbaniak, Teatr Bagatela,
- 2005 – Push up I-3 (Robert, Frank), reż. A.Majczak, Teatr Bagatela,
- 2004 – Korek (Człowiek samotny), reż. M.Zadara, B@azart, Teatr Bagatela,
- 2004 – Sztukmistrz z Lublina (Bolek), reż. J.Szurmiej, Teatr Bagatela,
- 2004 – Hulajgęba (Syfon), reż. W.Śmigasiewicz, Teatr Bagatela,
- 2004 – Pies, kobieta, mężczyzna (Mężczyzna), reż. A.Majczak, Teatr Bagatela,
- 2003 – Skrzypek na dachu (Mendel), reż. J.Szurmiej, Teatr Bagatela,
- 2003 – Ślub (pijak), reż. W.Śmigasiewicz, Teatr Bagatela,
- 2002 – Tramwaj zwany pożądaniem (Pablo), reż. M.Meszaros, Teatr Bagatela,
- 2002 – Wesele (Poeta), J.Trela, PWST w Krakowie,
- 2002 – Kubuś i jego Pan (Pan), reż. J.Stuhr, PWST w Krakowie,
- 2000 – Woyzek (Andrzej), reż. A.Duda-Gracz, Teatr PWST w Krakowie.